# 歌劇魅影 (2004年電影)
《歌剧魅影》（英語：The Phantom of the Opera）是一部於2004年上映的電影，改編自安德魯·洛伊·韋伯的同名音樂劇，而其音樂劇改編自由卡斯頓·勒胡所著的法國小說《歌劇魅影》。安德魯·洛伊·韋伯身兼監製及編劇，喬伊·舒麥雪執導。傑拉德·巴特勒饰演艾瑞克，艾美·羅森饰演克莉丝汀。
這部電影獲2005年奧斯卡金像獎最佳摄影（John Mathieson）、艺术指导（Anthony Pratt 与 Celia Bobak）和原创歌曲（"Learn to Be Lonely"） 三項提名。

## 劇情
1919年，巴黎歌劇院即將被拍賣，一位年邁的紳士在拍賣會上標得一張海報及一個音樂盒，當拍賣到一個巨型的水晶燈時，拍賣官描述水晶燈與歌劇院背後的傳說並且敘述起1870年發生的事件。

## 劇情簡介
1870年，在歌劇院的地下深處，傳説住着一名相貌醜陋、戴着面具、卻學識淵博的音樂天才，多年來他神出鬼沒，躲避世人驚懼鄙夷的目光，被眾人稱之為“魅影”。他動輒以鬼魅之姿製造各種紛亂，趕走他討厭的歌手，甚至干涉歌劇院的主角人選和劇碼安排。幼年喪父的小克莉絲汀·戴伊被吉理夫人帶到歌劇院接受舞蹈訓練，成為一名芭蕾舞女。當深夜無法入睡時，小克莉絲汀總期盼父親向她許諾過的音樂天使會出現。同情她的孤獨，魅影假扮音樂天使，隔着牆對她説話，安慰她幼小的心靈，並教她歌唱的技巧。就這樣九年過去了，年輕貌美的克莉絲汀在魅影的幫助下憑藉美妙的歌喉一夜成名。後來在演出歌劇《啞巴》時，魅影指示要讓克莉絲汀飾演主角，而讓卡洛塔飾演無聲的傭人。可是劇院並沒有遵從魅影所提出的要求。於是魅影在演出時刻意讓卡洛塔失聲而在演出芭蕾舞時，他又吊死機械師約翰尼·布蓋並把他的遺體展現出舞台上引起眾人的騷亂。克莉絲汀和勞爾跑到劇院屋頂定情卻被魅影發現。
勞爾和克莉絲汀秘密訂婚，魅影突然現身於歌劇院的化裝舞會，強迫歌劇院演出他親手譜作的歌劇《唐璜》並指名由克莉絲汀擔任女主角。心煩意亂的克莉絲汀決心到她父親的墓碑前請求他幫自己尋求解脫之路，魅影卻意外的出現在墓園，勞爾也追上來與魅影拼劍，魅影憤怒的要與克莉絲汀和勞爾宣戰。在《唐璜》首演當晚，歌劇院四周佈滿警察，不料魅影竟然殺死男主角，親身改扮上場，與克莉絲汀演對手戲。在戲演到最高潮時，克莉絲汀當眾扯下他的面具，魅影啓動機關將歌劇院的吊燈墜落，劇院付之一炬。魅影還將克莉絲汀擄至他的地下密室。勞爾追蹤至地下，和魅影展開對決，卻被他用繩索勒住，魅影藉此要脅克莉絲汀答應求婚。一方面為了保護勞爾，另一方面克莉絲汀看清魅影的絕望和可憐之處。克莉絲汀吻上狂暴的魅影，此刻魅影明白自己對克莉絲汀的愛與克莉絲汀和勞爾的愛相比相差甚遠，絕望的魅影送走緊緊相擁的這對戀人，在警察和羣眾闖入地下密室前，悄然隱去，只留下一張似笑非笑的淒涼面具。時間回到1919年巴黎，那時的克莉絲汀早已過世，年邁的勞爾坐着輪椅到破舊不堪的歌劇院裏參加拍賣。在拍賣會上遇到同樣年邁的吉理夫人的女兒，勞爾拍到一個身穿波斯袍子敲着鐃鈸的玩具猴的音樂盒並且將其帶到克莉絲汀的墓前卻發現墓前還有一枝繫有墨綠色絲帶的玫瑰花。

## 演員
- 傑拉德·巴特勒 飾演 魅影（Phantom of the Opera）
- 艾美·羅森 飾演 克莉絲汀（Christine Daaé）
- 派翠克·威爾森 飾演 勞爾·夏尼子爵（Raoul de Chagny）
- 米兰达·理查森 飾演 吉瑞夫人（Madame Giry）
- 蜜妮·卓芙 飾演 卡洛塔（Carlotta）
- 西蒙·卡洛 飾演 翟爾斯·安德烈（Gilles André）
- 希朗·漢德 飾演 理查·費爾曼（Richard Firmin）
- 維克多·馬克圭爾 飾演 烏巴爾多·琵洋基（Ubaldo Piangi）
- 珍妮佛·艾利森 飾演 梅格·吉瑞（Meg Giry）
- 凱文·麥納利 飾演 喬瑟夫·畢克（Joseph Buquet）

## 原声带
1. "Overture" - 2:45
2. "Think of Me" - 艾美·羅森與派翠克·威爾森 - 3:39
3. "Angel of Music" - 艾美·羅森、珍妮佛·艾利森（英语：Jennifer Ellison）與傑拉德·巴特勒 - 2:42
4. "The Mirror (Angel of Music)" - 艾美·羅森與傑拉德·巴特勒 - 1:59
5. "The Phantom of the Opera" - 艾美·羅森與傑拉德·巴特勒 - 3:34
6. "The Music of the Night" - 傑拉德·巴特勒 - 5:40
7. "Prima Donna" - 希朗·漢德、西蒙·卡洛、派翠克·威爾森、瑪格麗特·普里斯（英语：Margaret Preece）、米蘭達·理查森、珍妮佛·艾利森與維克多·馬克圭爾（英语：Victor McGuire） - 3:28
8. "All I Ask of You" - 艾美·羅森與派翠克·威爾森 - 4:52
9. "All I Ask of You (Reprise)" - 傑拉德·巴特勒、艾美·羅森與派翠克·威爾森 - 2:14
10. "Masquerade" - 5:29
11. "Wishing You Were Somehow Here Again" - 艾美·羅森 - 3:41
12. "The Point of No Return" - 艾美·羅森與傑拉德·巴特勒 - 8:00
13. "Down Once More/Track Down This Murderer" - 傑拉德·巴特勒、艾美·羅森與派翠克·威爾森 - 12:46
14. "Learn to Be Lonely" - 蜜妮·卓芙 - 2:21

## 發行

### 评价
電影收到的评价褒贬不一。根據爛蕃茄上收集的167篇專業影評文章，其中54篇給出了「新鮮」的正面評價，「新鮮度」為32%，平均得分5分（滿分10分），網站共識評價寫道：「《夜之樂章》有點酸澀：評論家們稱，改編自安德魯·勞埃德·韋伯的流行音樂的銀幕劇很滑稽、乏味，而且缺乏浪漫和危險。儘管如此，還是有人稱讚這部電影的壯觀場面。」，而基於另一影評網站Metacritic上的39篇評論文章，其中10篇予以好評，15篇差評，14篇褒貶不一，平均分為40（滿分100）。

### 榮譽
安東尼·普拉特和西莉亞·博巴克獲提名為奧斯卡最佳藝術指導獎，攝影師約翰·馬西森則入圍最佳攝影，然而兩者皆敗給《神鬼玩家》。安德魯·洛伊·韋伯和查爾斯·哈特的作品《Learn to Be Lonely》奪下原創歌曲的提名，但不敵《革命前夕的摩托車日記》的歌曲《Al otro lado del río》。而這首歌也有入圍金球獎，輸給《阿飛外傳》的歌曲《Old Habits Die Hard》。在同一場頒獎典禮上，艾美·羅森獲提名最佳音樂及喜劇類電影女主角，但最終得主為《情迷茱莉亞》的女主角安妮特·班寧。羅森在土星獎上榮獲最佳年輕演員，《歌劇魅影》則奪得最佳動作或歷險電影的提名，而亞歷山德拉·伯恩入圍最佳服裝設計，但未能獲獎。

## 外部連結
- 官方网站
- 互联网电影数据库（IMDb）上《The Phantom of the Opera》的资料（英文）
- Box Office Mojo上《The Phantom of the Opera》的資料（英文）
- 爛番茄上《The Phantom of the Opera》的資料（英文）
- Metacritic上《The Phantom of the Opera》的資料（英文）